# 振兴镇
振兴镇，是中华人民共和国辽宁省铁岭市西丰县下辖的一个乡镇级行政单位。

## 行政区划
振兴镇下辖以下地区：
柳树村、晓山村、白石村、诚信村、沙河村、阜平村、仁义村、兴学村、忠义村、德业村、枫树村和振兴村。